# Abderrahim Goumri
Abderrahim Goumri (Douar Ouled Talha, 21 mei 1976 – Témara, 19 januari 2013) was een Marokkaanse atleet, die uitkwam op de middellange en de lange afstand. Hij nam tweemaal deel aan de Olympische Spelen, maar won hierbij geen medailles.

## Loopbaan
Op de wereldkampioenschappen van 2001 in Edmonton behaalde Goumri een zestiende plaats op de 10.000 m. Het jaar daarop werd hij zevende op het WK veldlopen. Op de WK van 2003 in Parijs werd Abderrahim Goumri tiende op de 5000 m en op de Olympische Spelen van Athene in 2004 werd hij dertiende op dezelfde afstand.
Op de WK van 2005 finishte hij als achtste op de 10.000 m, nadat hij eerder dat jaar zijn persoonlijk record van 27.02,62 op de 10.000 m liep. In datzelfde jaar verbeterde hij zijn 5000 metertijd naar 12.50,25.
Op 22 april 2007 maakte Goumri zijn marathondebuut en finishte als tweede in de Londen Marathon in een tijd van 2:07.44, slechts 3 seconden achter de winnaar Martin Lel. Een jaar later, bij de Londen Marathon 2008, werd hij derde achter wederom Martin Lel en Samuel Wanjiru in een zeer scherpe 2:05.30. Op de Olympische Spelen van 2008 in Peking eindigde hij op een 20e plaats in 2:15.00.
Een jaar later was Goumri er op de grote marathons opnieuw bij. Weer presteerde hij het om in Engeland tijdens de Londen Marathon bij de besten te eindigen. Ditmaal werd hij zesde in 2:08.25 in een wedstrijd, waarin winnaar Samuel Wanjiru met 2:05.10 een parcoursrecord vestigde. Minder op zijn gemak voelt de Marokkaan zich blijkbaar op grote kampioenschapstoernooien, want ook op de WK in Berlijn in augustus kwam hij niet uit de verf. Zelfs moest hij de marathon in de Duitse hoofdstad voortijdig beëindigen. Veel beter deed hij het enkele maanden later in de Verenigde Staten, waar hij in de Chicago Marathon een tweede plaats behaalde in 2:06.04, slechts een halve minuut boven zijn beste tijd ooit.
Op 25 juli 2012 werd bekendgemaakt dat hij door de Marokkaanse atletiekbond voor vier jaar was geschorst wegens afwijkende waarden in zijn biologisch paspoort. Hij werd uitgesloten van de Olympische Spelen van 2012.
Op 19 januari 2013 kwam Goumri om het leven bij een verkeersongeval in de buurt van Rabat.

## Persoonlijke records
Baan
| Onderdeel | Prestatie | Datum            | Plaats  |
| --------- | --------- | ---------------- | ------- |
| 1500 m    | 3.39,80   | 3 augustus 1998  | Malmö   |
| 3000 m    | 7.32,36   | 24 augustus 2001 | Brussel |
| 5000 m    | 12.50,25  | 26 augustus 2005 | Brussel |
| 10.000 m  | 27.02,62  | 29 mei 2005      | Hengelo |

Weg
| Onderdeel      | Prestatie | Datum           | Plaats  |
| -------------- | --------- | --------------- | ------- |
| halve marathon | 1:01.19   | 29 april 2001   | Safi    |
| 25 km          | 1:14.33   | 11 oktober 2009 | Chicago |
| 30 km          | 1:28.30   | 13 april 2008   | Londen  |
| marathon       | 2:05.30   | 13 april 2008   | Londen  |

Indoor
| Onderdeel | Prestatie | Datum            | Plaats    |
| --------- | --------- | ---------------- | --------- |
| 3000 m    | 7.39,58   | 3 februari 2002  | Stuttgart |
| 5000 m    | 13.29,55  | 2 februari 2006  | Stockholm |
| 10.000 m  | 27.52,62  | 10 februari 2002 | Gent      |

## Prestaties
| Jaar | Wedstrijd                   | Plaats        | Resultaat | Extra          |
| ---- | --------------------------- | ------------- | --------- | -------------- |
| 2001 | Jeux de la Francophonie     | Niamey        | 2e        | 5000 m         |
| 2001 | WK                          | Edmonton      | 16e       | 10.000 m       |
| 2002 | WK veldlopen                | Dublin        | 7e        | Lange afstand  |
| 2002 | WK veldlopen                | Dublin        | 3e        | Teamwedstrijd  |
| 2002 | Afrikaanse kampioenschappen | Radès         | 4e        | 10.000 m       |
| 2003 | WK veldlopen                | Lausanne      | 10e       | Korte afstand  |
| 2003 | WK veldlopen                | Lausanne      | 3e        | Teamwedstrijd  |
| 2003 | WK veldlopen                | Lausanne      | 15e       | Lange afstand  |
| 2003 | WK veldlopen                | Lausanne      | 3e        | Teamwedstrijd  |
| 2003 | WK indoor                   | Birmingham    | 9e        | 3000 m         |
| 2003 | WK                          | Parijs        | 10e       | 5000 m         |
| 2003 | WK halve marathon           | Vilamoura     | 12e       | Halve marathon |
| 2004 | WK veldlopen                | Brussel       | 14e       | Lange afstand  |
| 2004 | WK veldlopen                | Brussel       | 4e        | Teamwedstrijd  |
| 2004 | OS                          | Athene        | 13e       | 5000 m         |
| 2004 | Wereldatletiekfinale        | Monte Carlo   | 9e        | 5000 m         |
| 2005 | WK veldlopen                | Saint-Étienne | 18e       | Korte afstand  |
| 2005 | WK veldlopen                | Saint-Étienne | 4e        | Teamwedstrijd  |
| 2005 | Jeux de la Francophonie     | Niamey        | 2e        | 5000 m         |
| 2005 | WK                          | Helsinki      | 8e        | 10.000 m       |
| 2005 | Wereldatletiekfinale        | Monte Carlo   | 10e       | 3000 m         |
| 2006 | WK veldlopen                | Fukuoka       | 11e       | Lange afstand  |
| 2006 | WK veldlopen                | Fukuoka       | 4e        | Teamwedstrijd  |
| 2007 | WK veldlopen                | Mombassa      | 21e       | Senior race    |
| 2007 | WK veldlopen                | Mombassa      | 2e        | Teamwedstrijd  |
| 2008 | OS                          | Peking        | 20e       | marathon       |
| 2009 | WK                          | Berlijn       | DNF       | marathon       |

### Golden League-podiumplekken
3000 m
- 2002:  Memorial Van Damme – 7.35,77

5000 m
- 2001:  Meeting Gaz de France – 13.03,60
- 2002:  Meeting Gaz de France – 13.03,17
- 2005:  Memorial Van Damme – 12.50,25

### 10 km
- 2006:  BOclassic - 28.34

### halve marathon
- 2010:  halve marathon van Philadelphia - 1:01.33

### marathon
- 2007:  marathon van Londen - 2:07.44
- 2007:  New York City Marathon - 2:09.16
- 2008:  marathon van Londen - 2:05.30
- 2008: 20e OS - 2:15.00
- 2008:  New York City Marathon - 2:09.07
- 2009: 6e marathon van Londen - 2:08.25
- 2009: DNF WK
- 2009: DSQ Chicago Marathon - (was  in 2:06.04)
- 2010: 4e New York City Marathon - 2:10.51
- 2011:  marathon van Seoel - 2:09.11
- 2011: DSQ marathon van Londen - (was 7e in 2:08.42)